# Съпругата на доктор Ханаока
„Съпругата на доктор Ханаока“ (на японски: 華岡青洲の妻, Hanaoka Seishū no tsuma) е един от най-известните романи на японската писателка Савако Арийоши. За първи път е публикуван през ноември 1966 г. При написването на романа Савако Арийоши използва факти от някои исторически документи, отнасящи се до живота и научната дейност на известния японски лекар Сеишу Ханаока (1760-1835). 

## Сюжет
Внимание:  Текстът по-долу разкрива сюжета на произведението (или части от него)!
Кае е момиче на осем години, когато за първи път вижда и остава силно впечатлена от Оцуги – съпругата на доктор Наомичи Ханаока, известна като красива и умна жена. Тринадесет години по-късно Оцуги идва в дома на Кае, за да я поиска за съпруга на сина си Умпеи (Сеишу), който е заминал да учи в Киото и ще наследи професията на баща си. Семейството на Кае е доста по-заможно от Ханаока и баща ѝ има известни колебания относно този брак. За съгласието му изиграва роля най-вече желанието на самата Кае да отиде в дома на красивата Оцуги.
Макар че Умпеи ще бъде още три години в Киото, Кае заживява със семейство Ханаока, за да се подготви за живота като съпруга на лекар. Оскъдицата е голяма. Големите сестри на Умпеи – Окацу и Корику (връстнички на Кае) – тъкат платове, които Оцуги продава, за да се изпращат пари в Киото. Кае с желание се включва и скоро нейните платове са най-търсени. Кае е щастлива от одобрението на Оцуги. Отношенията им обаче рязко се променят със завръщането на Умпеи: между двете жени започва съперничество, което стига до крайности.
Умпеи не забелязва напрежението между майка си и жена си. Той работи върху упойка, която ще му позволи да лекува оперативно рак на гърдата – разпространена и нелечима за времето си болест. Започва да се прочува като лекар, обучава ученици. Кае ражда дъщеря – Кобен.
Четири години по-късно Окацу заболява от рак на гърдата. Умпеи е постигнал известни успехи с опитите си върху животни, но не дотолкова, че да може да помогне на сестра си и тя умира. Оцуги му предлага да изпита упойващото средство върху нея. Кае поема предизвикателството на свекърва си и предлага себе си за опита. В състава на упойката са включени отровни растения, като татул и самакитка, и първоначално Умпеи отказва. Впоследствие дава на Оцуги безвредно приспивателно, като разкрива истината само на Кае, върху която по-късно изпитва истинската упойка. Оцуги е силно засегната от вниманието, с което Умпеи обгрижва жена си, когато тя се съвзема след няколко дни. След опита Кае има проблеми със зрението, но не говори за това и единствено Корико забелязва.
Няколко месеца по-късно Кобен умира и Кае е съкрушена. По нейно настояване повтарят опита с упойващото лекарство. В резултат Кае ослепява. Съпругът ѝ е съкрушен и я обгражда с повече внимание от всякога, което я прави щастлива. Оцуги умира състарена, без да разбере, че Кае отново очаква дете. Ражда се син – Умпеи.
Корику умира от тумор на гърлото, който е съвсем нелечим по това време. С помощта на разработената упойка обаче, доктор Ханаока успява да извърши първата в света успешна операция на рак на гърдата. Пациентката Кан се възстановява напълно. Доктор Сеишу Ханаока се прочува; многобройни са желаещите да бъдат негови ученици, а домът му се превръща в средище на японската медицина.

## Теми
- Успешната медицинска кариера на Сеишу Ханаока.
- Ролята на жената в описвания в романа период от японската история – покорна и зависима, отдаваща живота си за успеха на мъжа.
- Взаимоотношенията снаха-свекърва.[1]

## Адаптации
През 1967 г. по книгата е направен филм с режисьор Ясузо Масумура. 